# Елізабет та Вікторія Лейонх'ярта
Елізабет Лейонх’ярта та Вікторія Лейонх’ярта (Шведською: [ˈlɛ̂jːɔnˌjæʈːa];  народилися 9 жовтня 1990 року, Норрботтен, Швеція) — шведські моделі-близнючки, блогерки, письменниці, екологині та особи в соціальних мережах, найбільш відомі завдяки співпраці з канадським репером Дрейком. У Швеції вони відомі як «це дівчата».

## Рання та особисте життя
Близнючки народилися в культурному регіоні Сапмі, у Північній Швеції, мають шведське, саамське, гамбійське та сенегальське походження. Вони описують свій будинок дитинства як «напівкарибський». Їхня мати — шведка-торнедалька та саамка; їхній батько має коріння у Гамбії, Сенегалі та Сьєрра-Леоне. Батько їхнього молодшого зведеного брата Малкольмса родом із Сент-Вінсента і Гренадин. Виросли дівчата у північному шведському регіоні Норрботтен у місті Лулео, де вони зазнали впливу расизму та знущань. Вони екологині, які збирають власну воду в шведському лісі для оздоровчих цілей і проживають в горах Еверкалікс. У Дрейка є присвячене їм татуювання.

## Кар'єра
Дівчата з'являються в обкладинці альбому Дрейка Views і його музичних відео на Please Forgive Me  і Nice for What; вони також часто моделюють для його товарів OVO. Разом вони також були моделями для H&M, Nike, Inc., Vogue, Cheap Monday, Eytys, Calvin Klein, Max Factor, Volvo, Åhléns, Sonos і Chanel.

## Відеозйомка
| Рік      | Назва                                                             | Посилання                                     |
| -------- | ----------------------------------------------------------------- | --------------------------------------------- |
| 2015 рік | Systrarna Lejonhjärta - Platsen                                   | [Архівовано 1 травня 2022 у Wayback Machine.] |
| 2015 рік | Systrarna Lejonhjärta - Instagram                                 | [Архівовано 1 травня 2022 у Wayback Machine.] |
| 2015 рік | Så hamnade systrarna från Norrbotten i Vogue - Nyhetsmorgon (TV4) | [Архівовано 1 травня 2022 у Wayback Machine.] |

| Рік      | Назва               | Автор |
| -------- | ------------------- | ----- |
| 2016 рік | "Please Forgive Me" | Дрейк |
| 2018 рік | "Nice for What"     | Дрейк |